# Шумське князівство
Шумськ Це місто обласного значення Тернопільскої області.

## Історія міста

#### Створення міста
Місто Шумськ виникло в Х ст. (907 році як розповідає «Повість минулих літ»). Його назва походить від шуму навколишніх лісів
Археологічні розкопки на території району виявляють багато знахідок ІХ — Х століть. Отже, більш ніж ймовірно, що вже з ІХ ст. місто існувало, вело активне політичне і торгове життя, будучи одним з центрів племінного дулібського князівства.

#### Шумщина, як самостійне князівство та як частка Галицько— Волинської держави.
Внаслідок міжусобної війни в Київській русі Галицький князь Володимирко захопив Шумськ який до цього належав київському Князеві.

З 1157 року Місто стало центром одного з невеликих удільних князівств, залежних від Володимиро-Волинського князівства, 1170 року перейшло у володіння дорогобузького князя.
Особливого розквіту Шумськ досяг на початку ХІІІ ст. за правління князя Інгваря Ярославовича. Погорина тоді була з розмірами з Галицьким та Волинськими князівствами, але під керівництвом князя Інгвара виглядала значно краще.

#### Шумське князівство за правління Князя Інгвара
В 1207 по 1210 шумщина брала активну участь у боротьбі організованій Князем Ігнарем за повернення престолу Галицького та Волинського князівства сиротам Роману Мстиславовичу, Данилу і Васильку. Шумчани пішли у військо і стояли під стінами Звенигорода, а міська оборона у вересні 1210 року захопила в полон узурпатора галицького столу Романа Ігоревича і цим поклала край війні.
По смерті Інгваря Ярославовича та Святослава Шумського, який загинув в бою на Калці 31 травня 1223 року, Данило Галицький, який, крім усіх своїх талантів, відрізнявся ще й гарячковістю і невдячністю, захопив «безгосподарні землі» та ще й полонив решту Інгваревичів.
Цим викликав невдоволення родичів Інгваря — краківського князя та угорського короля. Угорський король розпочав «визвольний» похід, який переріс у звичайний грабунок.

#### Шумщина у складі Великого Князівства Литовського
В першій половині XIV ст. литовські князі, скориставшись роздробленістю руських земель і ослабленням їх внаслідок монголо-татарської навали, посилили наступ на Волинь. Литовський князь Гедимін став володіти галицько — волинськими землями. А в 1331 році, в результаті запеклої боротьби між Литвою і Польщею, Шумськ став належати Польщі. За договором Польського короля Казимира в 1366 році Шумськом володів литовський князь Любарт Гедимінович.